# 乔治·奇赫伊泽
乔治·奇赫伊泽（1997年10月30日—），格鲁吉亚男子举重运动员，2022年欧洲举重锦标赛男子109公斤级银牌得主、2022年世界举重锦标赛男子109公斤级银牌得主、2023年欧洲举重锦标赛男子109公斤级银牌得主。